# دوپچانچیا
دوپچانچیا (به لاتین: Dhupchanchia) یک منطقهٔ مسکونی در بنگلادش است که در ناحیه بوگرا واقع شده‌است. دوپچانچیا ۱۶۲٫۴۴ کیلومتر مربع مساحت و ۱۷۶٬۶۷۸ نفر جمعیت دارد.